# Дмитрієв Костянтин Костянтинович
Костянтин Костянтинович Дмитрієв — український військовослужбовець, старший солдат Національної гвардії України, який віддав життя за незалежність України під час бойових дій у Луганській області.

Костянтин Дмитрієв народився в місті Кривий Ріг. У 9-річному віці його сім’я переїхала до села Мар’янське Дніпропетровської області, де він закінчив школу. Після школи вступив до Криворізького коксохімічного технікуму, який закінчив з відзнакою. Під час навчання активно займався спортом, грав у волейбольній команді технікуму, захищаючи його честь на різноманітних змаганнях.
Після закінчення технікуму продовжив освіту у Дніпропетровському хіміко-технологічному інституті, який завершив із червоним дипломом. Завдяки своєму спортивному таланту став чемпіоном області.
У 2014 році Костянтин переїхав до Рівного, де працював начальником зміни на підприємстві «АЗОТ».

## Служба в Національній гвардії України
У 2015-2016 роках Костянтин Дмитрієв проходив службу в лавах Національної гвардії України. Спочатку призваний на строкову службу, він згодом добровільно брав участь у бойових діях у зоні АТО, виконуючи завдання на Луганщині та поблизу міста Рубіжне.

## Мирне життя
Повернувшись до цивільного життя, Костянтин одружився із коханою Мариною, а в 2020 у них народилася донечка Єлизавета. Костянтин продовжив роботу на підприємстві. А ще, як глибоко віруюча людина, став прислужником-пономарем у храмі преподобного Агапіта Печерського у військовому госпіталі Рівного. Він дбав про храм, допомагав у його розбудові та мріяв, що з часом вивчиться та стане священником.

## Війна 2022 року
З початком повномасштабної війни Росії проти України Костянтин Дмитрієв знову став на захист Батьківщини. Старший солдат Дмитрієв загинув 25 травня 2022 року під час бойового зіткнення та авіаудару поблизу села Комишуваха Луганської області.

## Пам'ять
У Костянтина залишилися дружина та дворічна донька. Його жертовність і відданість Україні назавжди залишаться в пам’яті близьких, побратимів та всієї нації. Він віддав своє життя за свободу та майбутнє України.

## Нагороди
Костянтин Дмитрієв удостоєний орденів «За мужність» III ступеня  та «Хрест Героя», посмертно. До речі, орден «Хрест Героя» започаткували  в 24 ОМБр, в якій він служив. 
Костянтину Дмитрієву присвоєно також звання «Почесний громадянин міста Рівне».